# Cixius towadensis
Cixius towadensis är en insektsart som beskrevs av Matsumura 1914. Cixius towadensis ingår i släktet Cixius och familjen kilstritar. Inga underarter finns listade i Catalogue of Life.